# Basteja zapola
Basteja zapola - element obronny fortu założony na dowolnym planie (w przypadku fortów przemyskich przeważnie półkolistym lub wielobocznym), przyległy do szyi fortu. Zapewniał obronę fosy szyjowej, zapola i drogi dojazdowej, z reguły zawierał w sobie bramę wjazdową.